# Cygnus columbianus
Il cigno minore (Cygnus columbianus (Ord, G 1815)) è il più piccolo tra i cigni, distribuito in tutti i paesi nordici.

## Sistematica
Il cigno minore, chiamato in inglese "Tundra Swan" (cigno della tundra), presenta due sottospecie:
- Cygnus columbianus columbianus : detto Cigno Fischiatore in inglese (Whistling Swan)[5], nidificante in Alaska e Canada. Segnalata ulteriore sottospecie (Cygnus columbianus atlanticus[6]).
- Cygnus columbianus bewickii: detto Cigno di Bewick (o Cigno Bewick's), nidificante nei paesi nordici euroasiatici, dalla Russia siberiana alla Penisola di Kola. Alcuni scrittori, soprattutto cinesi e giapponesi, considerano questa una specie a sé, quale Cygnus bewickii, e considerano la specie svernante in Cina e Giappone come una sottospecie separata di C. columbianus (Cygnus columbianus jankowski) o della possibile C. bewickii (Cygnus bewickii jankowski).

## Distribuzione e habitat
Il cigno minore è un uccello migratore. La sottospecie C. c. columbianus nidifica nelle coste settentrionali dell'Alaska e del Canada e sverna negli Stati Uniti, Canada e Messico.
La sottospecie C. c. bewickii si accoppia in Russia e sverna nella Gran Bretagna, Danimarca, Paesi Bassi, in Cina e Giappone.

## Descrizione
Il cigno minore, a seconda della sottospecie, varia in lunghezza tra i 115–150 cm, in apertura alare tra i 168–211 cm, in peso tra i 3,4 e i 9,6 kg. La femmina è generalmente più piccola del maschio. La colorazione cambia dalla nascita all'età adulta.

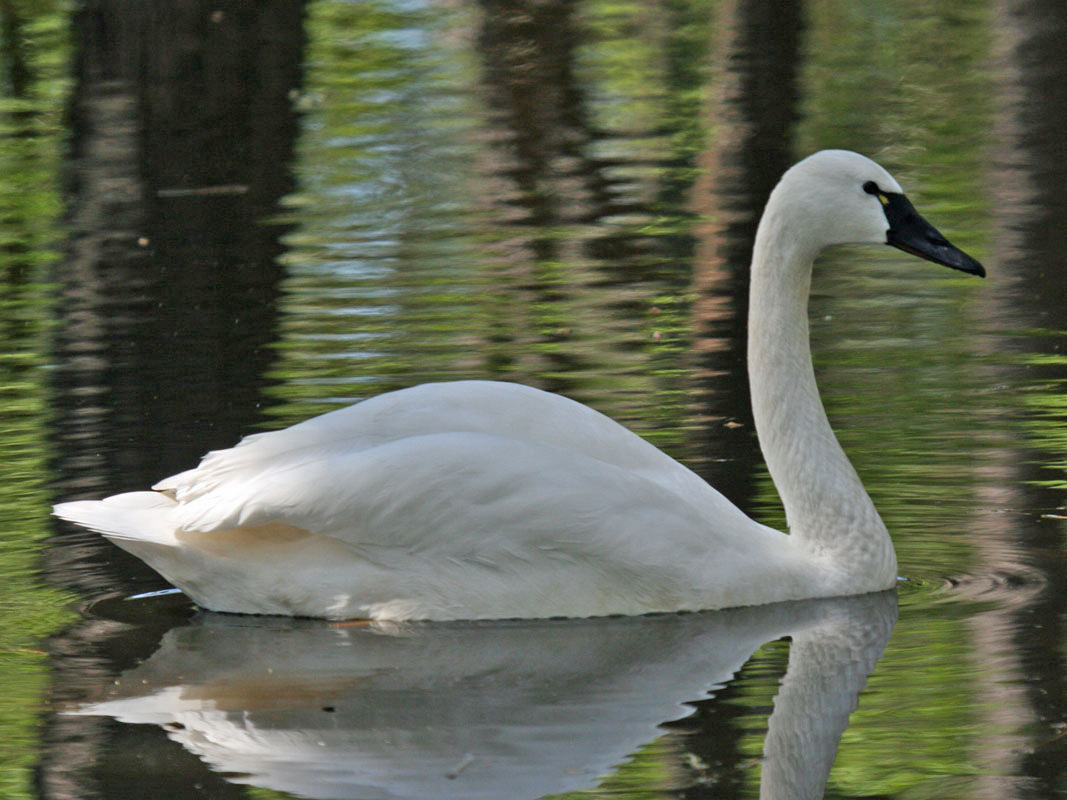
Cigno Minore Fischiatore (Cygnus columbianus columbianus)

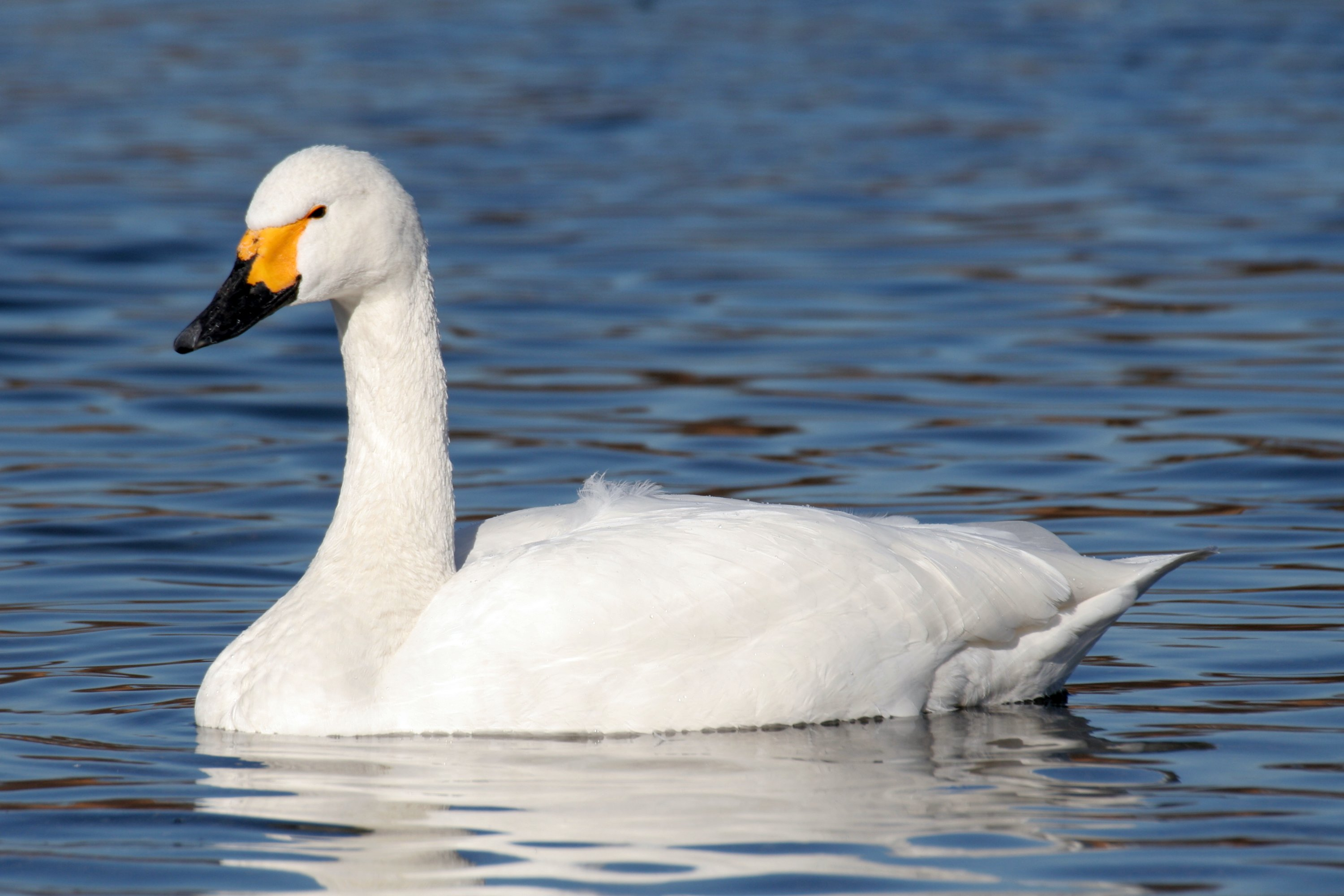
Cigno Minore Bewick's (Cygnus columbianus bewickii)

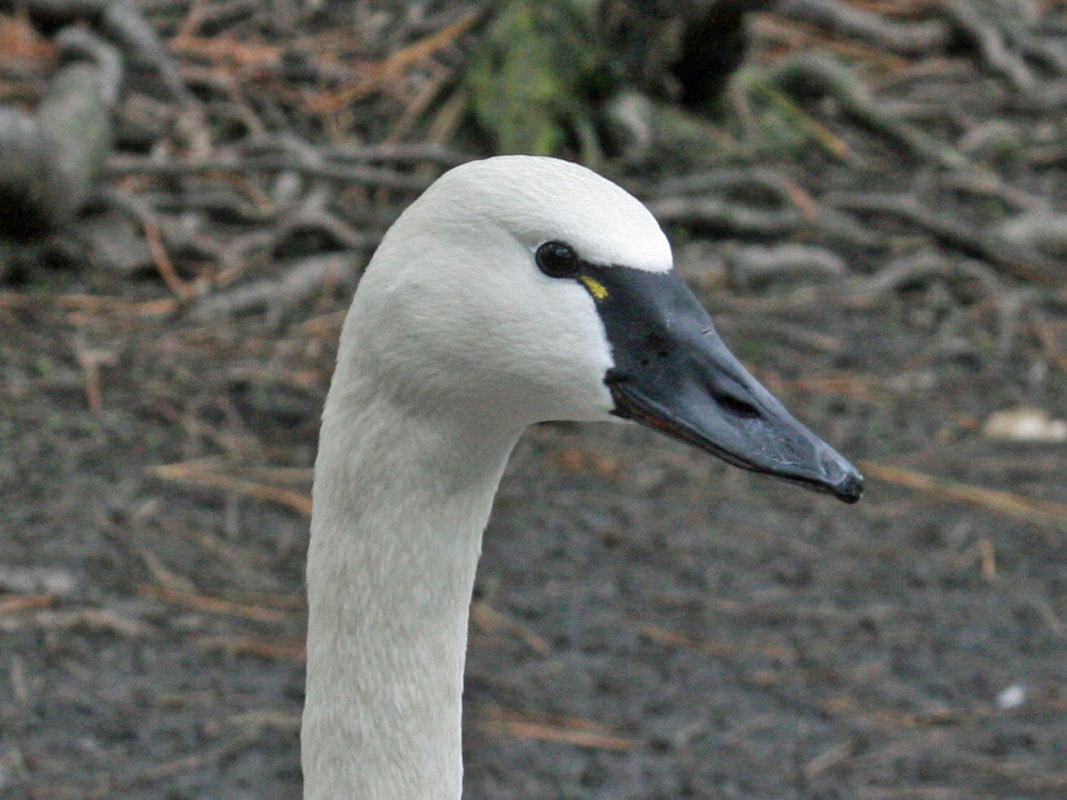
Cigno Minore Fischiatore (Cygnus columbianus columbianus)

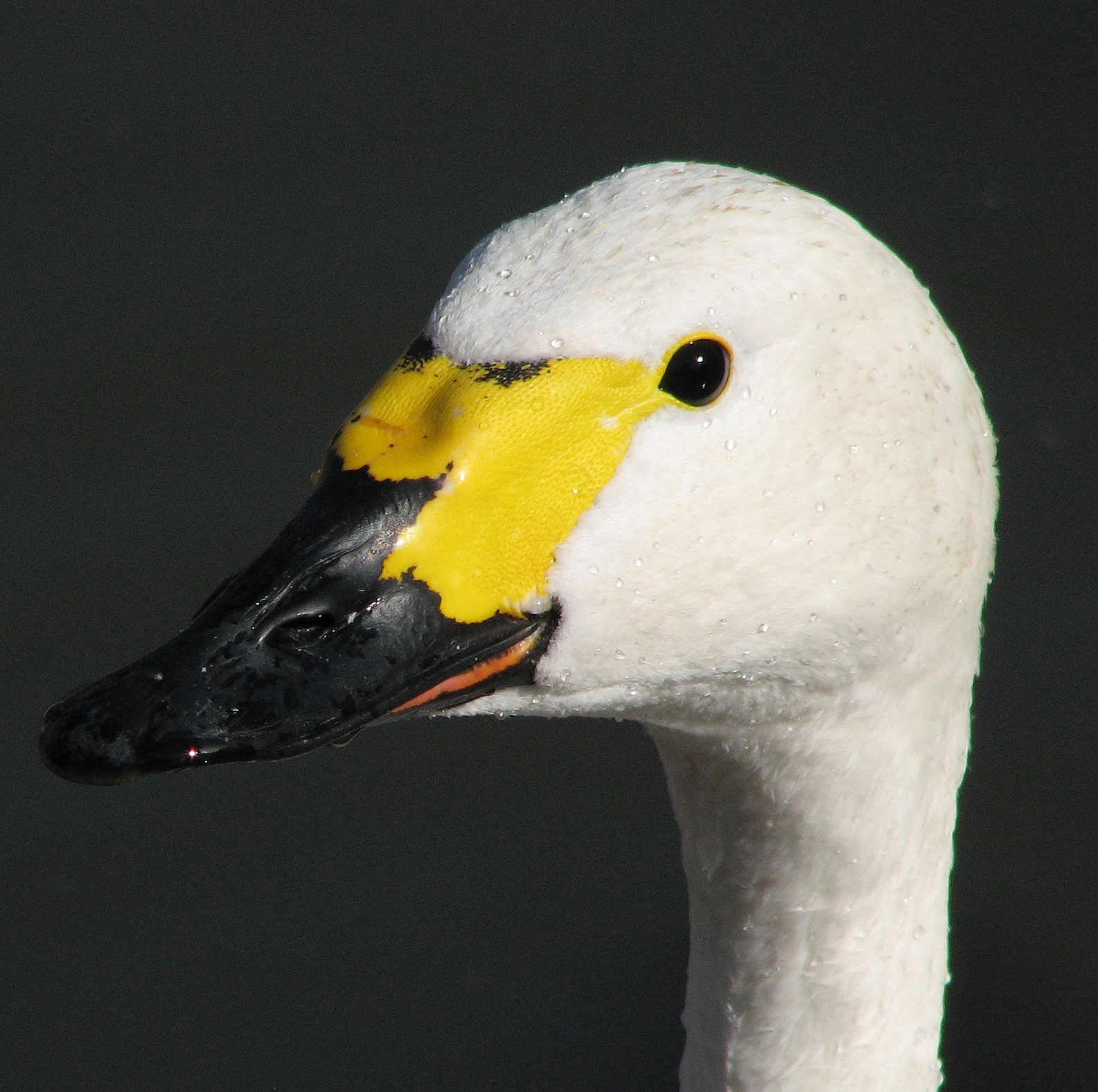
Cigno Minore Bewick's (Cygnus columbianus bewickii)

Negli esemplari adulti di cigno minore, il Cigno Fischiatore (del nord America) si differenzia vistosamente dal Cigno Bewick's (dell'Eurasia) principalmente per la colorazione del becco: il primo ne presenta l'esterno superiore quasi totalmente di color nero, con una piccola parte di giallo adiacente agli occhi, mentre il secondo lo presenta colorato di nero solo per 2/3 - a partire dalla parte terminale - con una molto più estesa colorazione gialla vicino agli occhi.
Nel Cigno Fischiatore (adulto), l'estensione del giallo sul becco in prossimità dell'occhio può essere piccola oppure più estesa, restando comunque notevolmente minore rispetto a quella del Cigno Bewick's; negli esemplari di Cigno Fischiatore con l'estensione di giallo più piccola, la colorazione complessiva del becco assomiglia molto a quella del più grande Cigno Trombettiere (adulto), il quale presenta però la parte esterna del becco superiore pressoché totalmente nera, e una sottile parte rossa sul becco inferiore.

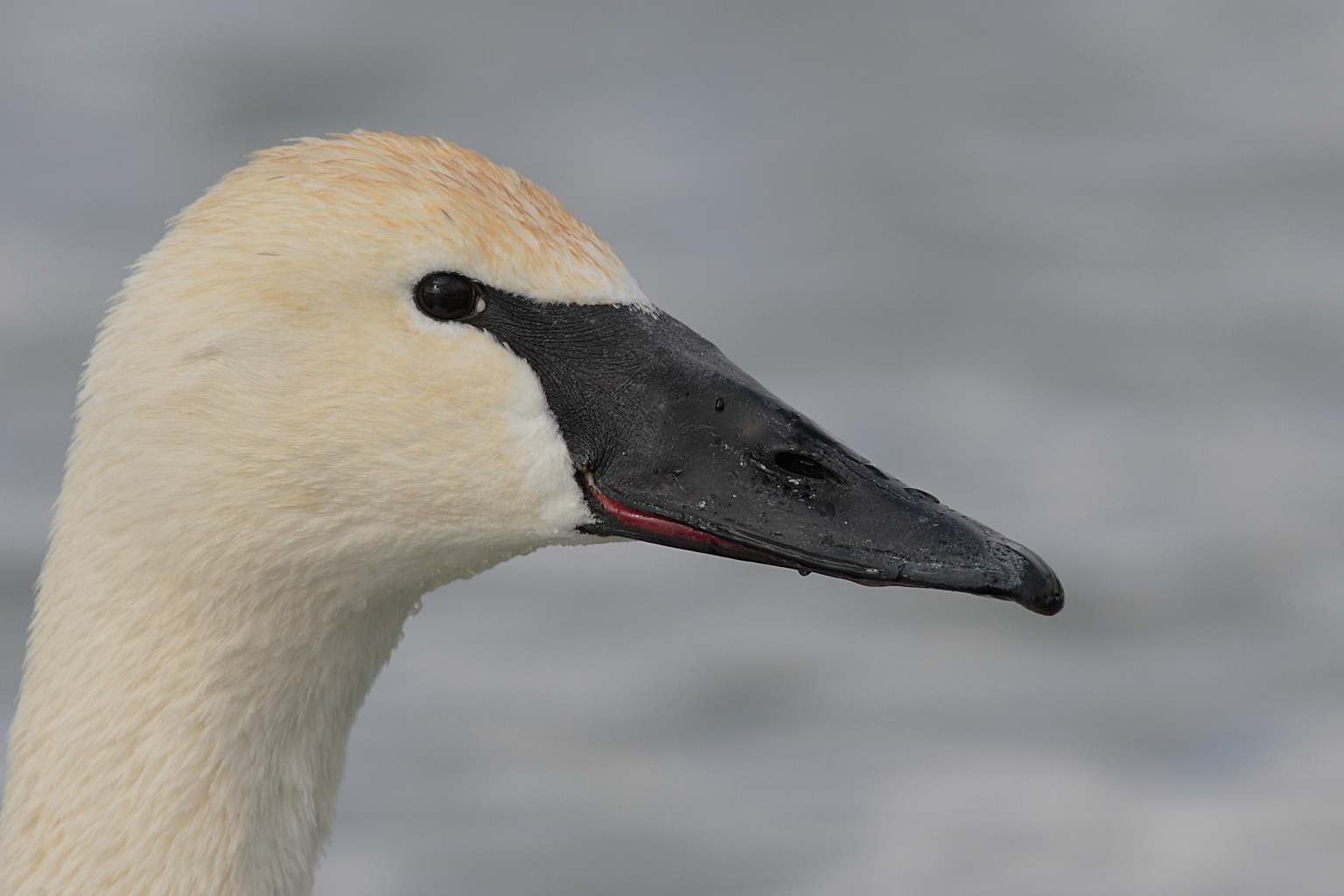
Cigno Trombettiere (Cygnus buccinator)

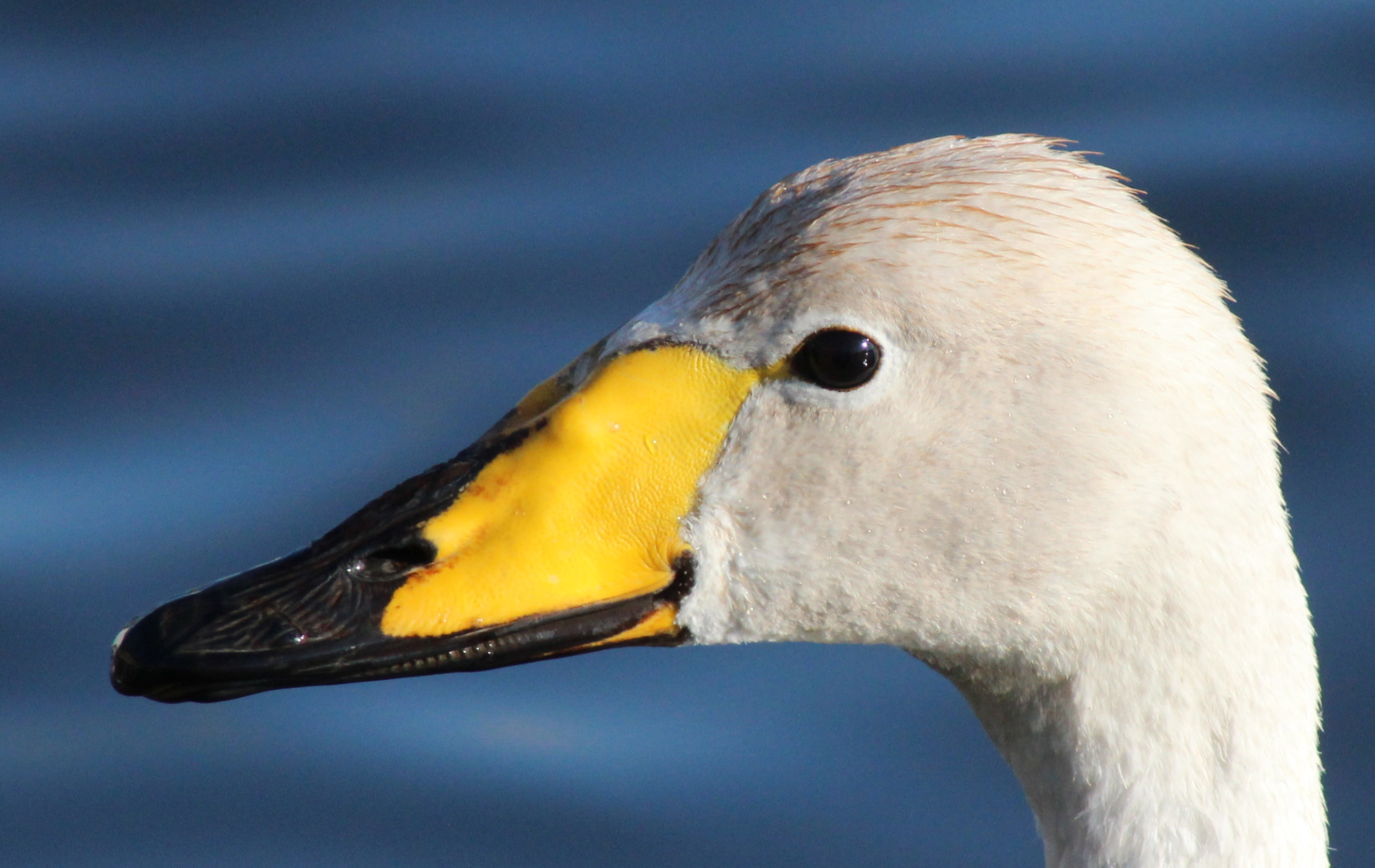
Cigno Selvatico (Cygnus cygnus)

Parallelamente, la colorazione del becco del Cigno Bewick's (adulto) assomiglia molto a quella del più grande Cigno Selvatico (adulto), tuttavia in quest'ultimo la parte totalmente nera è presente solo all'estremità del becco, per poi assottigliarsi rapidamente nella parte centrale in favore di una più ampia parte gialla, che ugualmente prosegue fino agli occhi.
Oltre alle differenze di colorazione del becco, il Cigno Bewick's è comunque vistosamente più piccolo del Cigno Selvatico, così come il Cigno Fischiatore è più piccolo del Cigno Trombettiere.

## Comportamento
In genere vive da solo od in coppia, ma in occasione delle grandi migrazioni forma stormi immensi.

## Riproduzione
Ha dei legami familiari molto forti, e si unisce ad un unico cigno per tutta la sua vita. Il cigno minore genera intorno alle 3-5 uova a covata in primavera. Le uova sono color crema chiaro, l'incubazione dura generalmente 29-32 giorni, e i nati sono in grado di volare dopo circa 40-45 giorni (cigno di Bewick's) o 60-70 giorni (cigno fischiatore), quindi molto più rapidamente delle specie di cigno aventi maggiori dimensioni; rimangono nei pressi dei genitori per tutta l'estate seguendoli durante la migrazione, e spesso li frequentano anche durante gli inverni successivi.

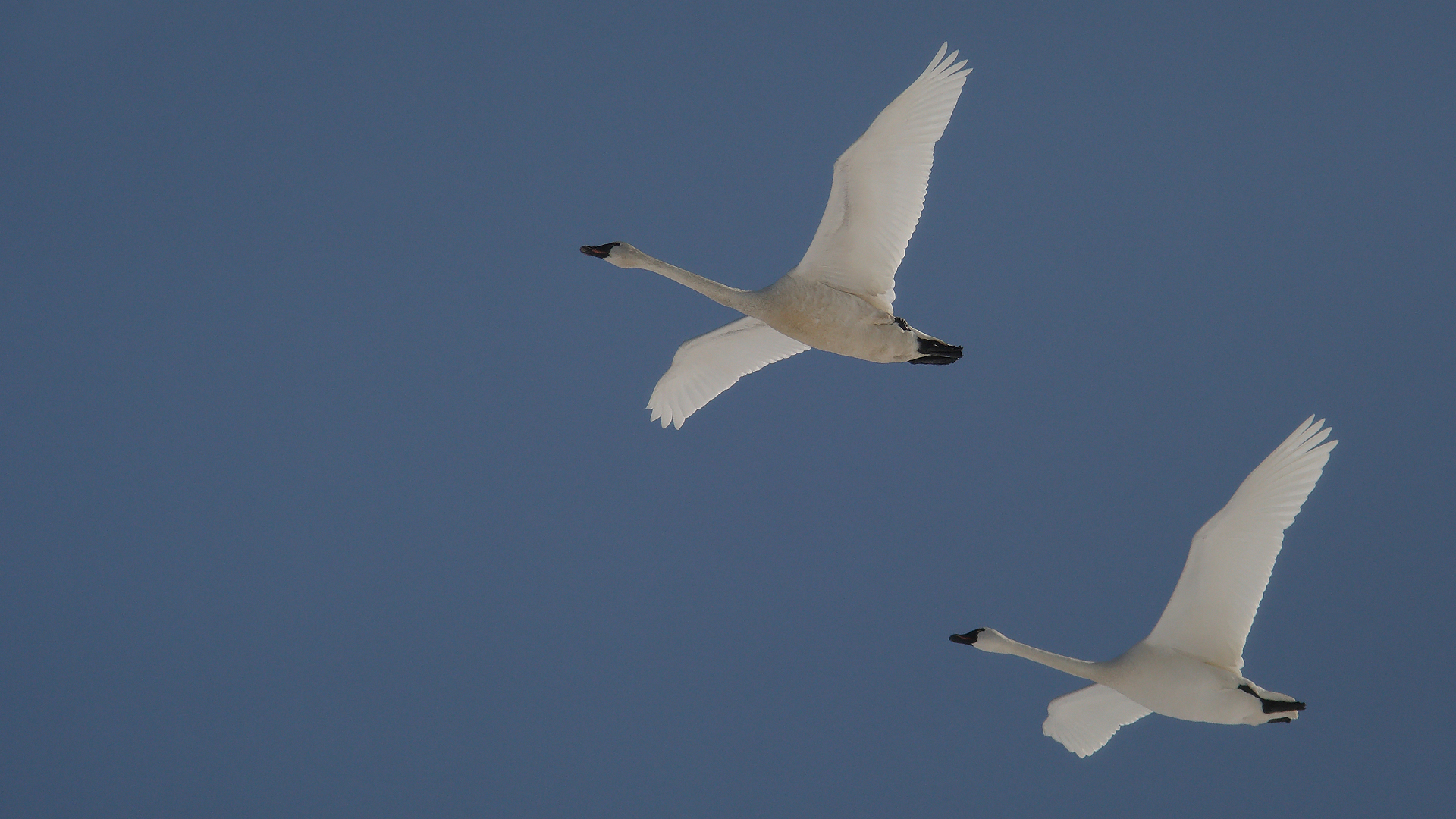
Cigni minori americani in volo

## Alimentazione
Il cigno minore è un animale acquatico pertanto si ciba principalmente di foglie, germogli e radici di piante acquatiche. Si vedano anche le informazioni al riguardo per il genere Cygnus e per le varie altre specie di Cigno che ne sono parte.

## Stato di conservazione
Risente della distruzione del suo ambiente naturale; in Europa, e particolarmente nel centro sud, è molto raro, ed è specie protetta.

## Rapporti con l'uomo
Il cigno minore può essere allevato e riprodotto con successo dall'uomo, spesso come animale da cortile, animale di parchi e giardini botanici.